# Teknikföretagen
Teknikföretagen är en arbetsgivarorganisation som representerar 4500 industri- och techföretag. Medlemmarna verkar inom flera områden. Telekommunikation, metallindustri, elektronik, industrimaskiner, datateknik, elkraft, instrumentteknik, optik, bilar, transporter och mycket annat. Medlem i Svenskt Näringsliv.

## Historia
Den 1 juli 1896 grundades Verkstadsföreningen (VF) på initiativ av verkstäder i Göteborg som ett svar på den växande fackföreningsrörelsen. En stor faktor till skapandet av föreningen var Göteborgs Mekaniska Verkstads chef James Keiller, han blev även Verkstadsföreningens första ordförande. I och med grundandet bildades fyra delområden med separata styrelser. Det östra området omfattade Östergötland och Småland, Södra området innefattande främst Skåne, Västra området omfattade Göteborgstakten och Stockholm/Norra området omfattade resten av landet. Denna indelning gäller i stort sett även idag även om Stockholmsområdet ganska snart fick ett eget område skild från Norra.
Västra området eller kretsen fungerade som representant för hela föreningen fram till 1902 då de övriga kretsarnas verksamhet startade och Verkstadsföreningen blev en riksorganisation i ordets rätta betydelse. Samma år flyttades föreningen in i lokaler i Rosenbad i Stockholm. Där stannade de till 1919 varefter de flyttade till Klarabergsgatan 56. 1960 flyttade de till det nuvarande kontoret på Storgatan 5.
1917 blev Verkstadsföreningen medlemmar i Svenska Arbetsgivarföreningen, SAF.
1992 skedde en av de största förändringarna i Verkstadsföreningens historia, man slog sig tillsammans med Mekanförbundet och bildade Föreningen Sveriges Verkstadsindustrier (VI). År 2003 ändrade man namnet till Teknikföretagen.

## Samarbetspartners
Teknikföretagen samarbetar med ett antal organisationer, bland annat Svenskt Näringsliv, CEEMET, Kunskapsförmedlingen och Orgalime. Tillsammans med Stiftelsen Svensk Industridesign, SVID och Svensk Form delar Teknikföretagen ut Stora Designpriset som uppmärksammar affärsframgångar med ett integrerat och konsekvent designarbete. Priset tilldelas svenska företag och deras designleverantörer. Syftet med priset är att lyfta fram industridesignens viktiga roll för produktutveckling och lönsamhet. 